# Planotetrastichus scolyti
Planotetrastichus scolyti är en stekelart som beskrevs av Yang 1996. Planotetrastichus scolyti ingår i släktet Planotetrastichus och familjen finglanssteklar. Inga underarter finns listade i Catalogue of Life.